# شارع حيفا (بغداد)

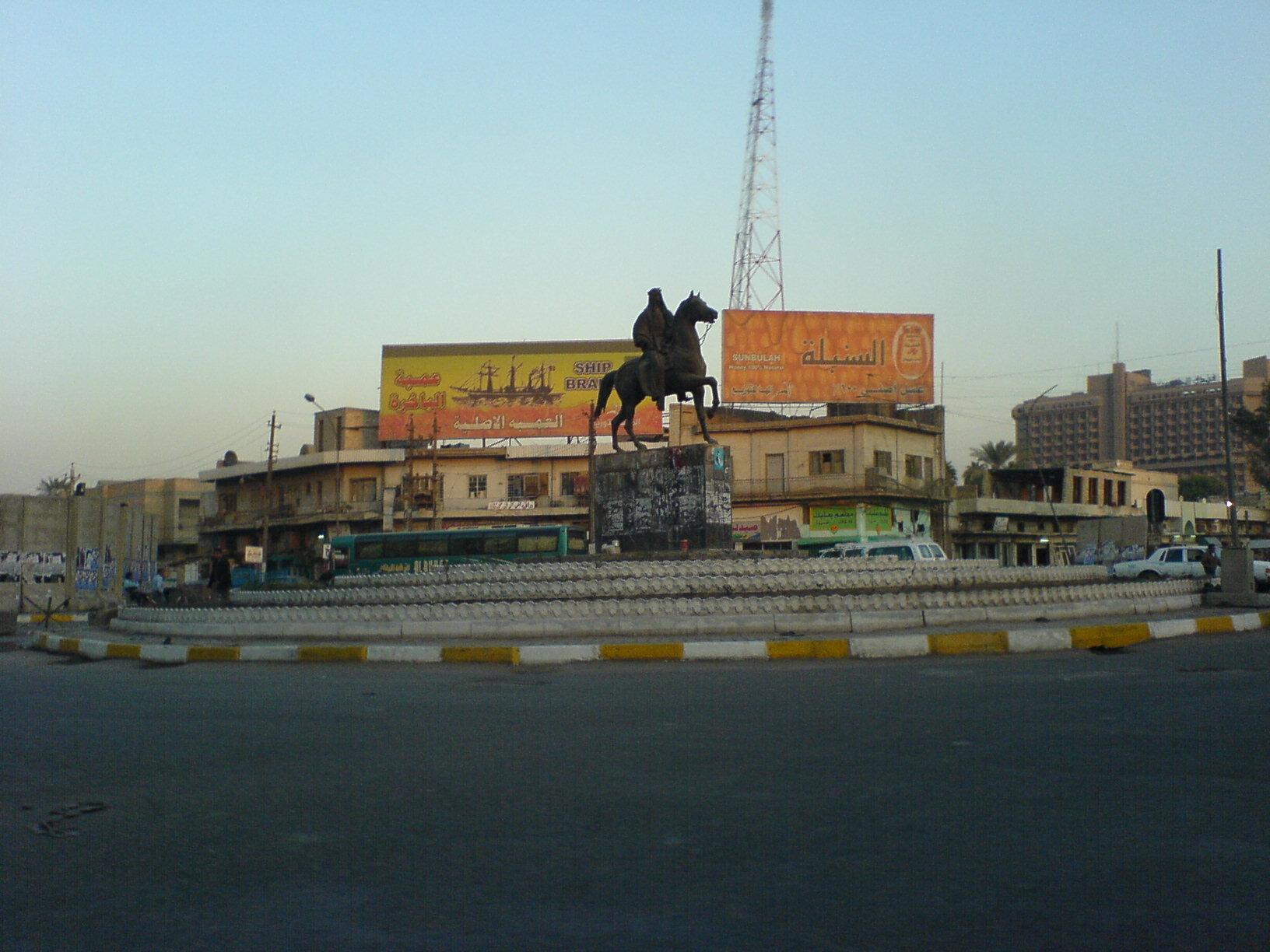
تمثال الملك فيصل في نهاية شارع حيفا ببغداد

شارع حيفا من الشوارع المشهورة والرئيسية والحيوية في بغداد في منطقة الكرخ. سمي نسبة إلى حيفا شمال فلسطين.
يربط هذا الشارع منطقتي الصالحية والعطيفية. يحتوي على العديد من العمارات السكنية العالية. يتصل به ثلاثة من الجسور التي تصل الكرخ والرصافة :1- جسر باب المعظم من ساحة الطلائع 2- جسر الشهداء 3-جسر الأحرار من ساحة الملك فيصل. يوجد فيه متحف للفنون وتقع دائرة الأذاعة والتلفزيون العراقي (شبكة الاعلام العراقي) في أحد أطرافه (من جانب منطقة الصالحية) ويوجد فيه قصر للرئيس العراقي السابق صدام حسين.
يشار إلى ان مجمع البنايات السكني قد بُنِيَ في هذا الشارع قبيل انعقاد مؤتمر القمة الإسلامي في بغداد عام 1981 ليكون إحدى واجهات المدينة المميزة ،وساهم في تصميمه نخبة من المعماريين والمهندسين العراقيين والاجانب ليكون واجهة عصرية للعاصمة العراقية أثناء زيارة القادة العرب في مؤتمر القمة الإسلامية والذي لم يعقد بسبب اندلاع الحرب العراقية الإيرانية[بحاجة لمصدر].

## معرض الصور

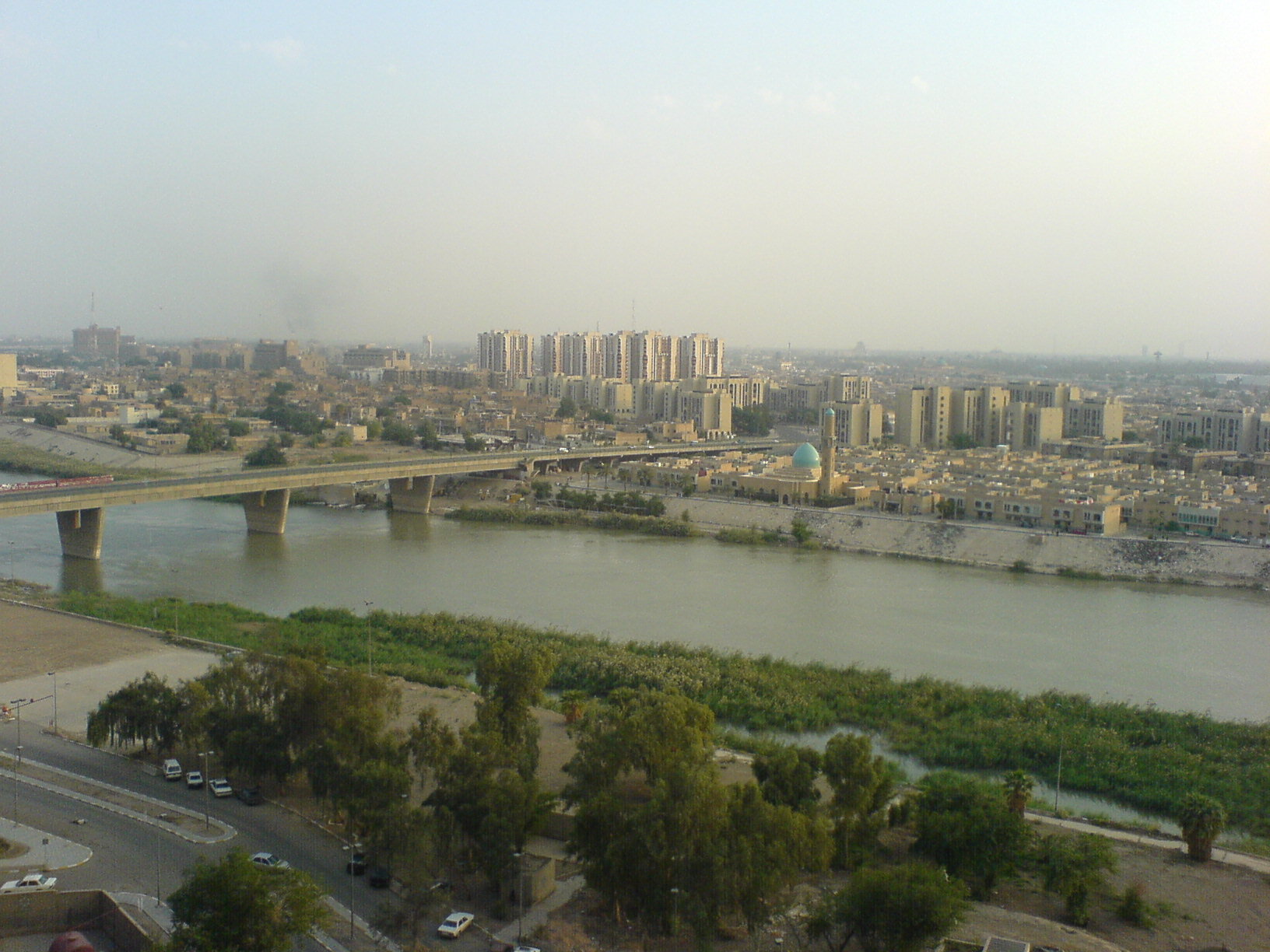
شارع حيفا كما يرى من بناية مدينة الطب عبر نهر دجلة.